# Pterisanthes sinuosa
Pterisanthes sinuosa är en vinväxtart som beskrevs av Merrill. Pterisanthes sinuosa ingår i släktet Pterisanthes och familjen vinväxter. Inga underarter finns listade i Catalogue of Life.